# 小行星3326
小行星3326（3326 Agafonikov）是一颗绕太阳运转的小行星，为主小行星带小行星。该小行星于1985年3月20日发现。

## 轨道参数
小行星3326的轨道半长轴为2.3681145 UA，离心率为0.172。